# پیلاپالو
پیلاپالو (انگلیسی: Pillapalu) یک روستا در شهرستان هاریو، استونی است. این روستا در سال ۲۰۲۰ میلادی ۹۴ نفر جمعیت داشته است.